# Paul Fulbrecht
Paul Fulbrecht (* 21. Juni 1908 in Bergholz, Kreis Prenzlau; † 10. Februar 1992 in Rheingönheim) war ein deutscher Schriftsteller.

## Leben
Fulbrecht wuchs in Stettin auf, wo er die Volksschule besuchte. Er schrieb für den Stettiner General-Anzeiger und andere Stettiner Zeitungen, später auch für auswärtige Blätter. Nach dem Zweiten Weltkrieg lebte er als kaufmännischer Angestellter in Mannheim.
Er veröffentlichte als Schriftsteller mehrere Werke, vor allem Gedichtbände, aber auch eine Novelle. In seinem Gedichtzyklus „Pommerscher Psalter“ behandelt er das Schicksal von Pommern um 1945 in der Form von fünf Sonettenkränzen.

## Werke (Auswahl)
- Gedichte. 1942.
- Die seltsame Heimkehr des Fähnrichs de Geuffroy. 1963. (Novelle)
- Lyrische Reise von Pommern nach Pommern. Ausgewählte Gedichte. Pommerscher Zentralverband, 1963.
- Pommerscher Psalter. Sonettenkränze. Europäischer Verlag, Wien 1978.